# 托雷西利亚德尔皮纳尔
托雷西利亚德尔皮纳尔，是西班牙卡斯蒂利亚-莱昂塞戈维亚省的一个市镇。 总面积20平方公里，总人口288人（2001年），人口密度14人/平方公里。